# 阿塔纳塞·肖特尼克
阿塔纳塞·肖特尼克（1942年3月1日—2017年4月5日），罗马尼亚男子皮划艇运动员。他曾代表罗马尼亚参加1964年、1968年和1972年夏季奥林匹克运动会皮划艇比赛，获得一枚银牌和一枚铜牌。